# The Boatman's Call
The Boatman's Call je desáté studiové album rockové skupiny Nick Cave and the Bad Seeds, vydané v březnu 1997 u vydavatelství Mute Records. Jehonahrávání probíhalo od června do srpna 1996 ve studiu Sarm West Studios v Londýně. Jeho producenty byli členové skupiny a s nimi ještě Flood.

## Seznam skladeb
Autorem všech skladeb je Nick Cave.
| Pořadí | Název                                         | Délka |
| ------ | --------------------------------------------- | ----- |
| 1.     | Into My Arms                                  | 4:15  |
| 2.     | Lime Tree Arbour                              | 2:56  |
| 3.     | People Ain't No Good                          | 5:42  |
| 4.     | Brompton Oratory                              | 4:06  |
| 5.     | There Is a Kingdom                            | 4:52  |
| 6.     | (Are You) The One That I've Been Waiting For? | 4:05  |
| 7.     | Where Do We Go Now but Nowhere?               | 5:46  |
| 8.     | West Country Girl                             | 2:45  |
| 9.     | Black Hair                                    | 4:14  |
| 10.    | Idiot Prayer                                  | 4:21  |
| 11.    | Far from Me                                   | 5:33  |
| 12.    | Green Eyes                                    | 3:32  |

## Obsazení
- Nick Cave – zpěv, klavír, varhany, klávesy
- Mick Harvey – kytara, baskytara, varhany, vibrafon, xylofon, doprovodné vokály
- Blixa Bargeld – kytara, klavír, doprovodné vokály
- Martyn P. Casey – baskytara, doprovodné vokály
- Conway Savage – klavír, doprovodné vokály
- Warren Ellis – housle, akordeon, klavír
- Jim Sclavunos – bicí, melodica, zvony, perkuse, varhany, bonga, tamburína
- Thomas Wydler – bicí, maracas, doprovodné vokály